# العلاقات البلجيكية المارشالية
العلاقات البلجيكية المارشالية هي العلاقات الثنائية التي تجمع بين بلجيكا وجزر مارشال.

## مقارنة بين البلدين
هذه مقارنة عامة ومرجعية للدولتين:
| وجه المقارنة                                              | بلجيكا                                                                              | جزر مارشال                     |
| --------------------------------------------------------- | ----------------------------------------------------------------------------------- | ------------------------------ |
| المساحة (كم2)                                             | 30.53 ألف                                                                           | 181                            |
| عدد السكان (نسمة)                                         | 11.37 مليون                                                                         | 53.13 ألف                      |
| الكثافة السكانية (ن./كم²)                                 | 372.42                                                                              | 29.35 ألف                      |
| العاصمة                                                   | بروكسل                                                                              | ماجورو                         |
| اللغة الرسمية                                             | اللغة الهولندية، لغة فرنسية، اللغة الألمانية                                        | لغة إنجليزية، اللغة المارشالية |
| العملة                                                    | يورو، فرنك بلجيكي                                                                   | دولار أمريكي                   |
| الناتج المحلي الإجمالي (بليون دولار)                      | 492.68 مليار                                                                        | 199.40 مليون                   |
| الناتج المحلي الإجمالي (تعادل القوة الشرائية) بليون دولار | 514.74 مليار                                                                        | 207.25 مليون                   |
| الناتج المحلي الإجمالي الاسمي للفرد دولار أمريكي          | 40.32 ألف                                                                           | 3.38 ألف                       |
| الناتج المحلي الإجمالي للفرد دولار أمريكي                 | 43.44 ألف                                                                           | 3.80 ألف                       |
| مؤشر التنمية البشرية                                      | 0.890                                                                               |                                |
| رمز المكالمات الدولي                                      | +32                                                                                 | +692                           |
| رمز الإنترنت                                              | .be                                                                                 | .mh                            |
| المنطقة الزمنية                                           | توقيت وسط أوروبا، ت ع م+01:00، ت ع م+02:00، توقيت وسط أوروبا الصيفي، أوروبا/بروكسل ‏ | ت ع م+12:00                    |

## منظمات دولية مشتركة
يشترك البلدان في عضوية مجموعة من المنظمات الدولية، منها:
| علم المنظمة | اسم المنظمة                   | تاريخ انضمام بلجيكا | تاريخ انضمام جزر مارشال |
| ----------- | ----------------------------- | ------------------- | ----------------------- |
|             | مؤسسة التنمية الدولية         | 2 يوليو 1964        | 19 يناير 1993           |
|             | منظمة حظر الأسلحة الكيميائية  | ?                   | ?                       |
|             | الأمم المتحدة                 | 27 ديسمبر 1945      | 17 سبتمبر 1991          |
|             | منظمة الشرطة الجنائية الدولية | ?                   | ?                       |
|             | مؤسسة التمويل الدولية         | 27 ديسمبر 1956      | 23 سبتمبر 1992          |
|             | بنك التنمية الآسيوي           | 1966                | 1990                    |
|             | البنك الدولي للإنشاء والتعمير | 27 ديسمبر 1945      | 21 مايو 1992            |
|             | الاتحاد الدولي للاتصالات      | 1866                | 22 فبراير 1996          |
|             | يونسكو                        | 29 نوفمبر 1946      | 30 يونيو 1995           |

## وصلات خارجية
- موقع وزارة الخارجية البلجيكية